# 吉川村 (大阪府)
吉川村（よしかわむら）は、大阪府豊能郡にあった村。現在の豊能町の西部、能勢電鉄妙見線・国道477号の沿線にあたる。

## 地理
- 山岳：青貝山、高台寺山
- 河川：初谷川

## 歴史
- 1889年（明治22年）4月1日 - 町村制の施行により、能勢郡吉川村および兵庫県川辺郡横路村の一部の区域をもって発足。
- 1896年（明治29年）4月1日 - 所属郡が豊能郡に変更。
- 1956年（昭和31年）9月30日 - 東能勢村と合併し、改めて東能勢村が発足。同日吉川村廃止。

## 交通

### 鉄道路線
- 能勢電気鉄道（現・能勢電鉄）
  - 妙見線
    - 妙見駅（現・妙見口駅）

現在は旧村域に光風台駅・ときわ台駅が所在するが、当時は未開業。